# Briar, Texas
Briar là một nơi ấn định cho điều tra dân số (CDP) thuộc quận Tarrant, tiểu bang Texas, Hoa Kỳ. Năm 2010, dân số của nơi này là 5665 người.

## Dân số
- Dân số năm 2000: 5350 người.
- Dân số năm 2010: 5665 người.